# غطاء حمولة

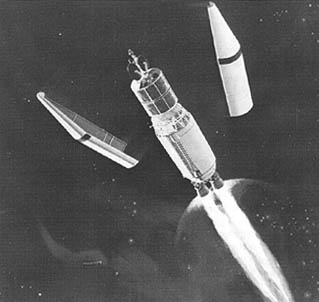
رسم فنان لغطاء حمولة يتم فصله.

غطاء الحمولة هو الجزء الأمامي المخروطي الشكل من الصاروخ والذي يستخدم لحماية المركبة الفضائية (حمولة الصاروخ الحامل) ضد تأثير الضغط الحركي والتسخين الحركي الهوائي خلال الانطلاق عبر الغلاف الجوي. لاحقًا أكثر، تمت إضافة وظيفة إضافية علي بعض الرحلات للحفاظ علي بيئة الغرفة النظيفة لأدوات الدقة.[بحاجة لتوضيح]
حينما يكون خارج الغلاف الجوي يتم فصل الغطاء، معرضًا الحمولة لبيئة الفضاء.
غطاء الحمولة التقليدي عادًة ما يكون خليطًا من الشكل المخروطي والاسطواني، بسبب اعتبارات ديناميكية هوائية ; مع ذلك، يتم استخدام الأغطية المخصصة أيضًا. نوع الغطاء الذي ينقسم إلى نصفين عند الانفصال يدعي بالغطاء الصدفي للتشابه الجزئي بينه وبين صدفة المحار المقسمة إلى شعبتين.
في بعض الحالات يمكن لغطاء الحمولة أن يغطي كلًا من الحمولة والجزء العلوي من الصاروخ، كما علي أطلس 5 وبروتون-إم.
إذا كانت الحمولة موصولة بكلًا من هيكل المعزز الأساسي وبغطاء الحمولة، ما زال بإمكان الحمولة أن تتأثر بفعل الضغط المائل علي غطاء الحمولة، إضافًة إلى الذبذبات الناتجة عن الرياح والانهيار.
تقليديًا، انتهي المطاف بالأغطية محروقة بالغلاف الجوي أو محطمة عند الارتطامها بالمحيط. في 30 مارس، 2017، نجحت سبيس إكس في استعادة غطاء حمولة سليم لأول مرة بالتاريخ. للمرة الثانية في 25 يونيو، 2019، استطاعت سبيس إكس أن تلتقط غطاء حمولة من إطلاق الفالكون الثقيل إس تي بي-2.

## مهمات فشلت بسبب أغطية الحمولة
في بعض الحالات، يخطط للغطاء أن ينفصل بعد عزل الطبقة العليا من الصاروخ، وفي البعض، يخطط أن يحدث الانفصال قبل العزل، ولكن بعد أن تتجاوز المركبة أكثف جزء من الغلاف الجوي. فشل الغطاء في الانفصال بهذه الحالات يمكنه أن يتسبب في فشل وصول المركبة إلى المدار، بسبب الوزن الزائد.
مركبة أجينا الموجهة، المستخدمة لمهمة جيميني 9-أ المأهولة، تم وضعها في المدار بنجاح عبر أطلس إس إل في-3 في يونيو 1966. لكن عندما التقي بها طاقم جيمينين اكتشفوا أن الغطاء فشل في أن يفتح وينقسم، جاعلًة الالتحام مستحيلًا. طوقين، الذين كانا من المفترض أن تتم إزالتهما قبل الإقلاع، كانا لا يزالان في أماكنهما. السبب تم تحديدة علي أنه خطأ طاقم الإطلاق.

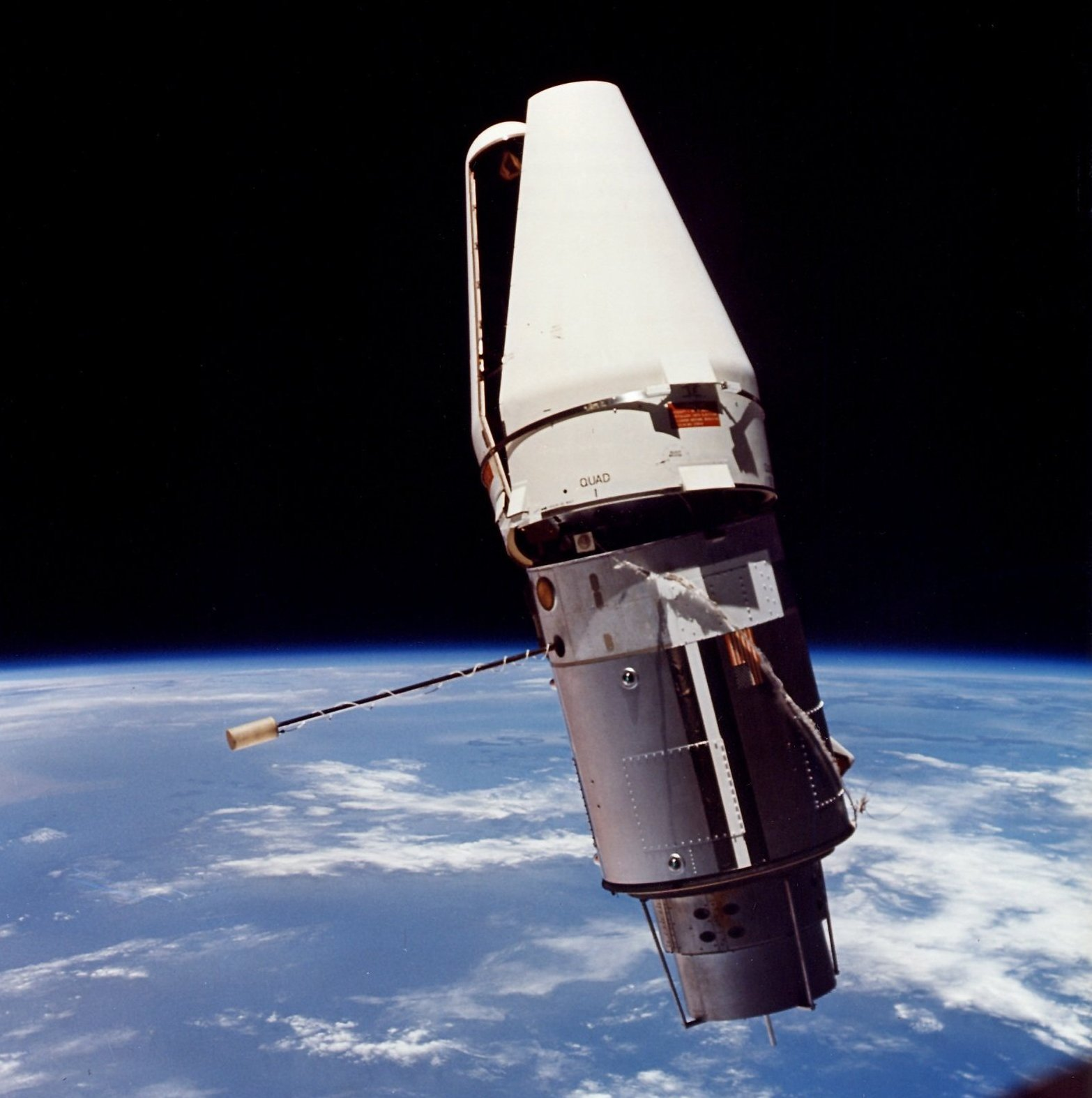
محول إرساء الهدف المعزز في مدار، مع غطاء حمولته لا يزال موصول.

في 1999، فشل إطلاق القمر الصناعي الراصد للأرض إيكونوس-1 بعدما فشل غطاء حمولة آثينا 2 في الفتح بشكل صحيح، مانعًا القمر الصناعي من الوصول إلى المدار.
في 24 فبراير، 2009، فشل المرصد المداري للكربون الخاص بناسا في الوصول إلى المدار بسبب فشل الغطاء علي مركبة إطلاق مينوتور سي في الانقسام، مسببًا المركبة في أن تحتفظ بوزن زائد عن الحد وبعد ذلك تسقط إلى الأرض وأن تهبط في المحيط الهندي بالقرب من القارة القطبية الجنوبية.
حدث نفس الشئ بنارو-1، الصاروخ الحامل الأول لكوريا الجنوبية، الذي تم إطلاقه في 25 أغسطس 2009. خلال الإطلاق فشل نصف غطاء الحمولة في الانفصال، وكنتيجة، انحرف الصاروخ عن المسار. لم يصل القمر الصناعي إلى مسار ثابت.
في 4 مارس، 2011، فشل إطلاق قمر جلوري الصناعي التابع لناسا في الوصول إلى المدار بعد الإقلاع بسبب فشل في انقسام الغطاء علي مركبة إطلاق مينوتور سي الخاصة بأوربيتال ساينسيز، منتهيًا بها المطاف في المحيط الهندي. مثل هذا الفشل ثاني فشل متتالي لغطاء علي مركبة مينوتر سي الخاصة بأوربيتال ساينسيز. قررت ناسا بعد ذلك تبديل مركبة الإطلاق لبديل المرصد المداري للكربون، المرصد المداري للكربون 2، من مينوتور إلى صاروخ دلتا 2.
في 31 أغسطس، 2017، فشل قمر IRNSS-1H الصناعي الخاص بمنظمة البحوث الفضائية الهندية في الإقلاع بعد ما فشل غطاء حمولة صاروخ PSLV-C39 في الانقسام. كنتبيجة للوزن الزائد، لم يستطع الصاروخ الوصول إلى المدار المرغوب بالغرم من كون آداء كل مرحلة رمزي. انفصلت الحمولة داخليًا، لكن علقت بداخل الدرع الحراري.

## المصنعون
- رواج للفضاء، شركة سويسرية بزيورخ، هي صانعة أغطية أريان، كجزء من التعاون بداخل برنامج الفضاء الأوروبي،[14] وتنتج غطاء ال5 ملي لأطلس 5.[14]
- تصنع سبيس إكس الأغطية التي تستخدم علي عائلة صواريخ فالكون 9 الخاصة بها.[15]

## الصور

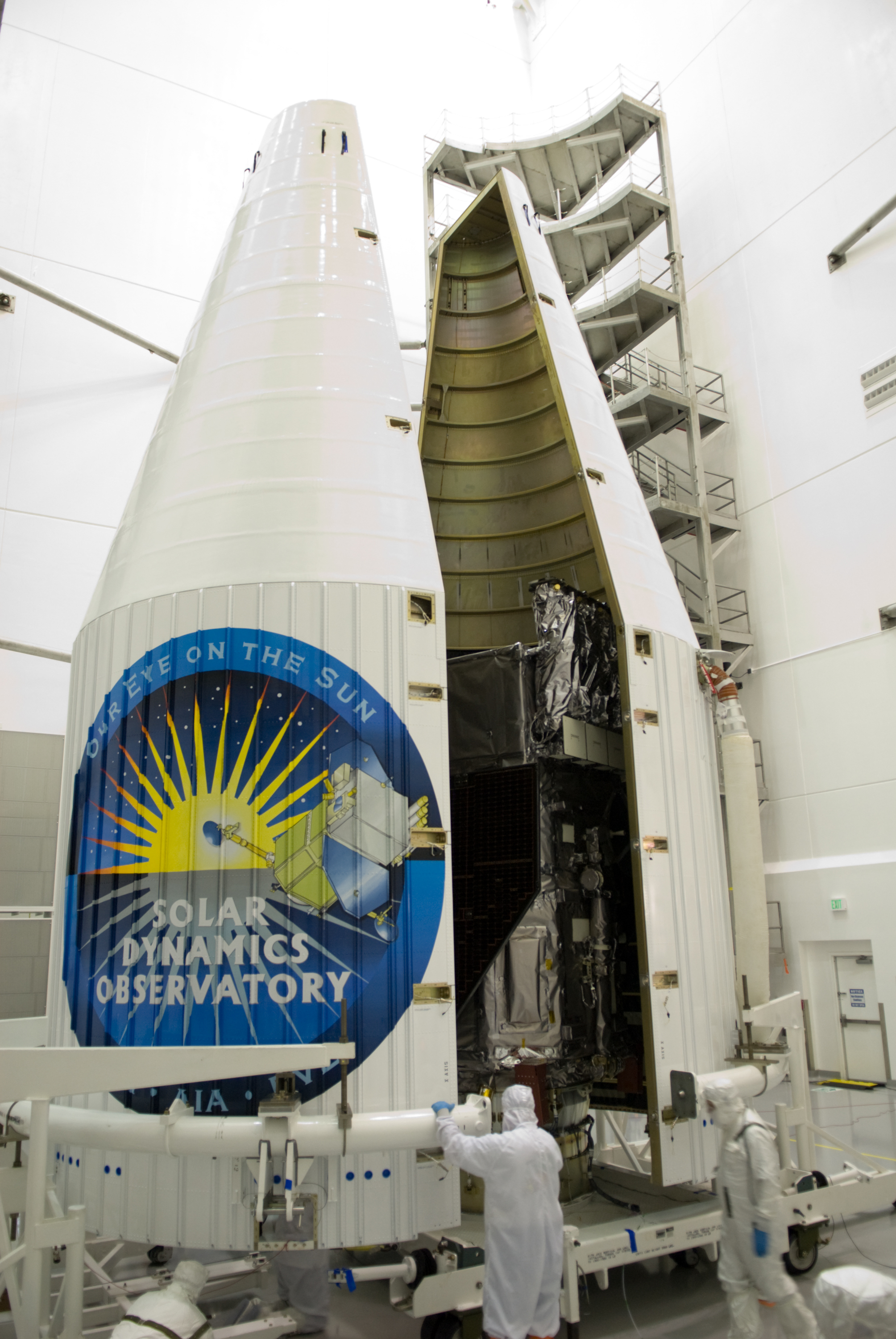
مرصد ديناميات الطاقة الشمسية الخاص بناسا يتم تغليفها إلى غطاء حمولتها
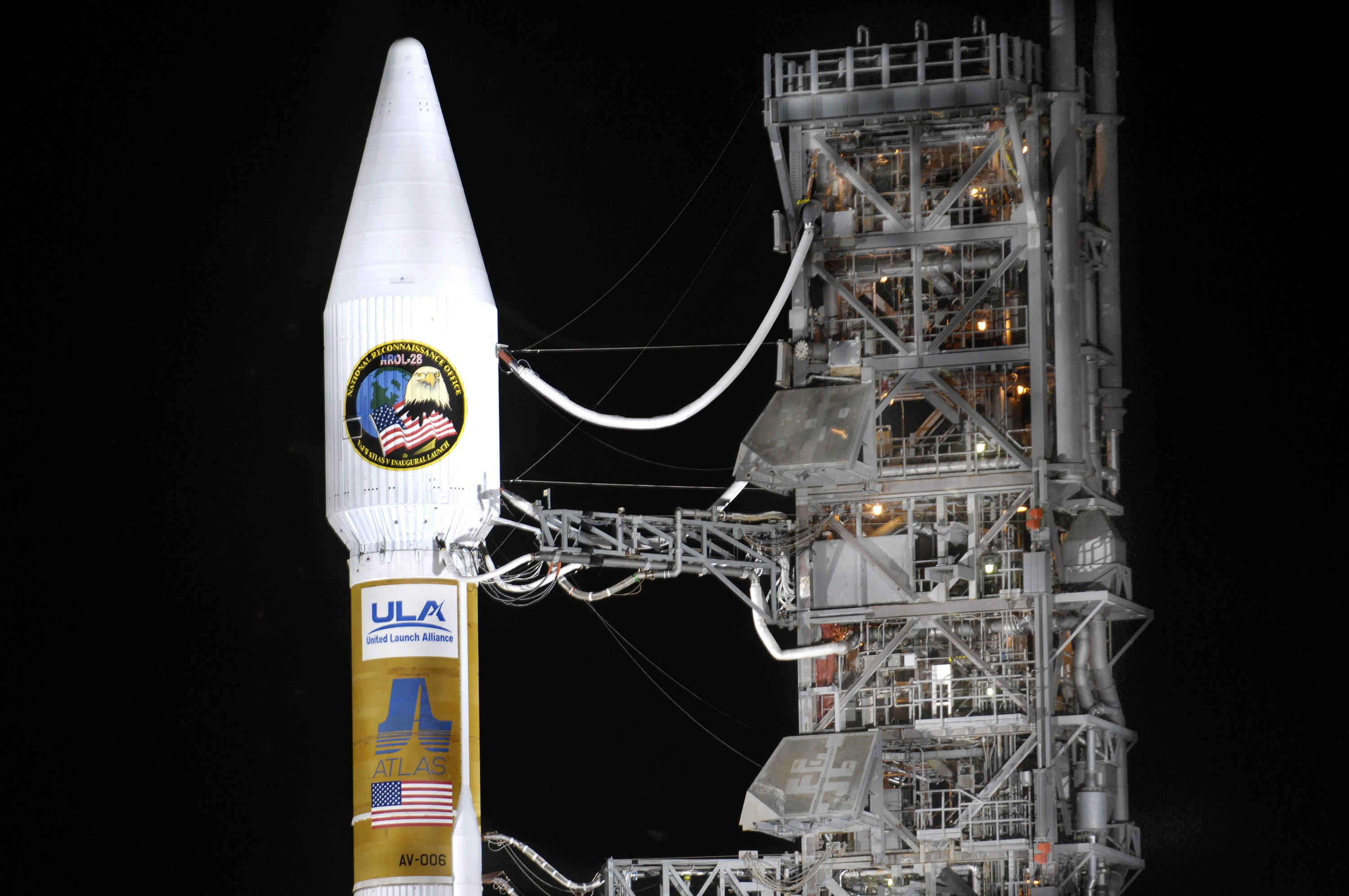
صاروخ أطلس 5 يحمل حمولة مكتب الاستطلاع الوطني في غطائه, جاهز للإطلاق
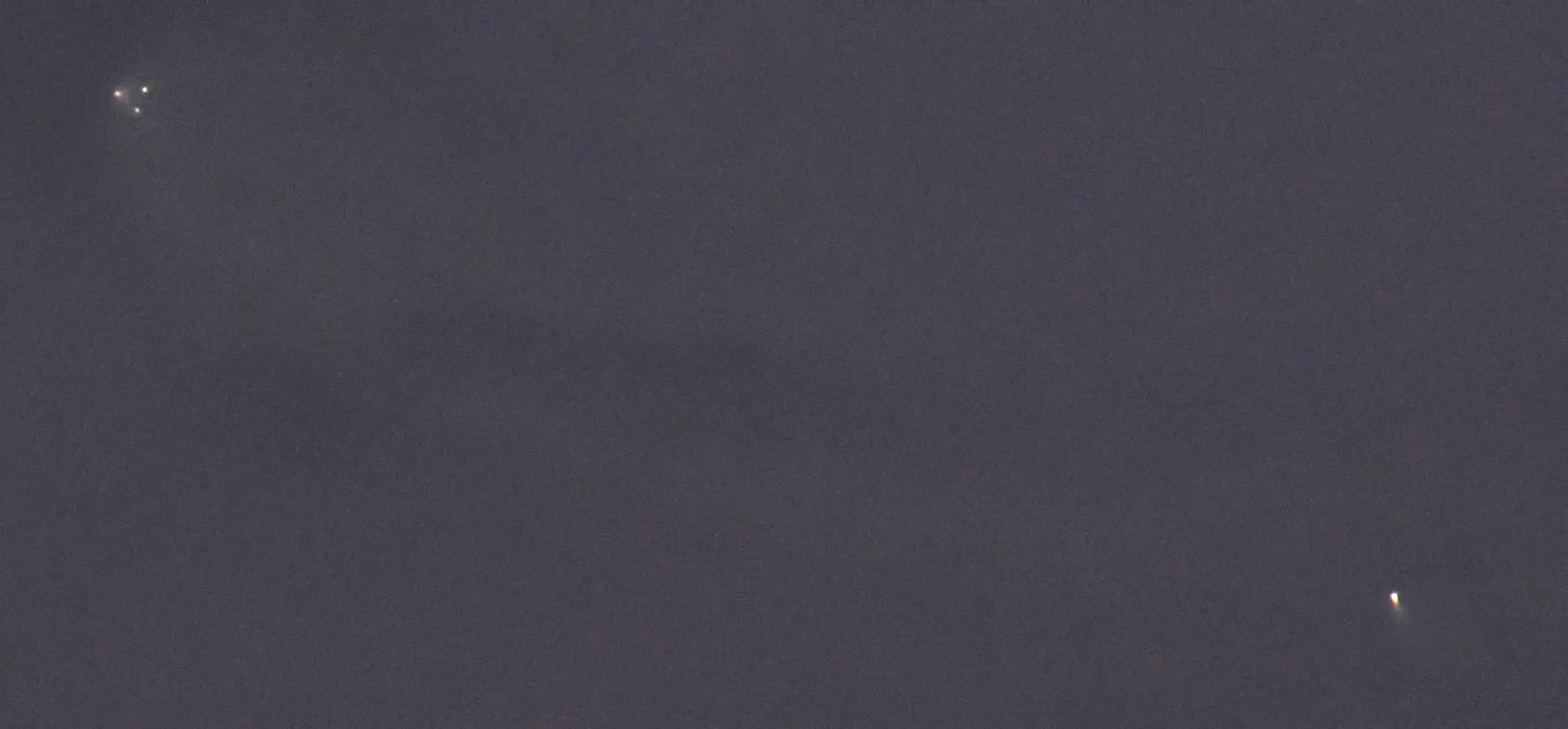
طبقة فالكون 9 الثانية وجزئين من غطاء الحمولة علي اليسار بالأعلي; الطبقة الأولي علي اليمين بالأسفل
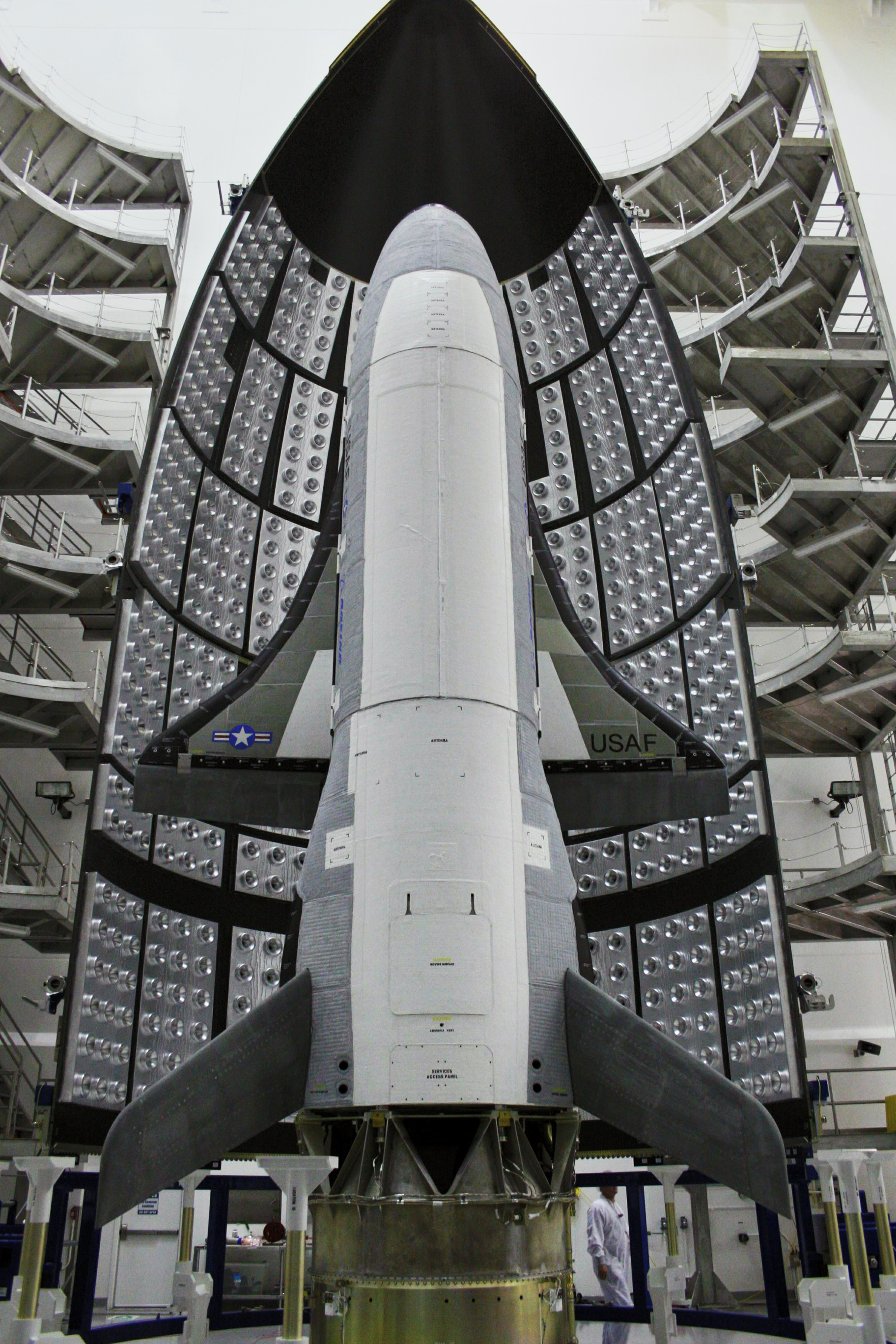
بوينج إكس-37بي بداخل غطاء أطلس 5 قبل التغليف